# 川畑充代
川畑 充代（かわばた みつよ）は日本の総務官僚。

## 来歴
兵庫県神戸市出身。京都大学法学部卒業。2008年 総務省入省。自治行政局公務員部福利課配属。2014年4月 宮崎県商工観光労働部商工政策課金融対策室長。中小企業向け融資制度を担当。2016年4月 宮崎県総務部財政課長（女性初）。予算に関する業務に携わる。宮崎県に赴任中は消防団に入団していた。

## 略歴
- 2008年
  - 4月：総務省入省。自治行政局公務員部福利課配属
  - 8月：北海道企画振興部地域行政局市町村課
- 2009年4月：北海道総務部財政局財政課
- 2010年4月：消防庁消防・救急課救急企画室
- 2011年4月：消防庁総務課
- 2012年8月：総務省自治行政局公務員部公務員課給与能率推進室
- 2014年4月：宮崎県商工観光労働部商工政策課金融対策室長
- 2015年4月：宮崎県こども政策局こども政策課長
- 2016年4月：宮崎県総務部財政課長
- 2018年4月：総務省自治財政局公営企業課準公営企業室課長補佐
- 2021年4月1日：総務省自治財政局地方債課長補佐､（併）自治財政局財政課復興特別交付税室員